# E invece no (Coez)
E invece no è il primo singolo del rapper italiano Coez, pubblicato il 18 luglio 2011 come unico estratto dall'EP Senza mani.

## Promozione
Il brano è poi stato inserito come traccia bonus anche nell'edizione speciale dell'album Non erano fiori del 2013.

## Video musicale
Il 10 gennaio 2012 è stato pubblicato su YouTube il video ufficiale del brano, con la regia di Camillo Cutolo.

## Tracce
Testi di Coez, musiche di Sine.
1. E invece no – 4:27